# مانوئل کالونته
مانوئل کالونته (اسپانیایی: Manuel Calvente‎؛ زادهٔ ۱۴ اوت ۱۹۷۶) دوچرخه‌سوار اهل اسپانیا است.